# Le Ly Hayslip

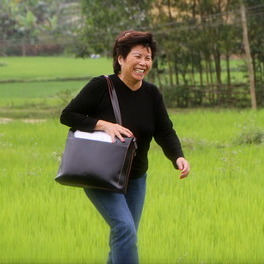
Le Ly Hayslip in Vietnam 2011

Le Ly Hayslip (* 19. Dezember 1949 als Phùng Thị Lệ Lý) ist eine vietnamesisch-amerikanische Schriftstellerin und Philanthropin.

## Frühe Jahre
Phung Le Ly Hayslip war die jüngste von 7 Kindern in Ky La, heute Xa Hao Qui, einem Dorf in Zentralvietnam, südlich von Đà Nẵng. Als sie 12 Jahre alt war, landeten zum ersten Mal amerikanische Hubschrauber in ihrem Dorf. Später unterstützte sie die Vietcong. Mit 14 wurden sie gefangen genommen und in einem südvietnamesischen Gefängnis gefoltert. Als sie mit 15 entlassen wurde, betrachteten die Vietcong sie als eine Spionin der südvietnamesischen Regierung und verurteilten sie zum Tod. Nachdem der Soldat, der sie hinrichten sollte, sie vergewaltigt hatte, konnte sie entkommen.
Sie floh nach Sàigòn, wo sie und ihre Mutter als Haushälterinnen bei einer reichen vietnamesischen Familie arbeiteten. Diese Position musste sie aufgeben, nachdem sie eine Affäre mit ihrem Arbeitgeber hatte und schwanger wurde. Hayslip ging mit ihrer Mutter nach Đà Nẵng. Mit 16 Jahren unterstützte sie ihre Mutter und ihr Baby durch Arbeit auf dem Schwarzmarkt, gelegentlich als Drogenkurier und einmal auch als Prostituierte.
Später arbeitete sie als Hilfsschwester im Đà Nẵng Hospital und begann sich mit Amerikanern zu verabreden. Nach mehreren enttäuschenden Affären traf sie 1969 den amerikanischen Zivilangestellten Ed Munro, den sie heiratete. Obwohl er mehr als doppelt so alt war, bekam sie einen weiteren Sohn von ihm. Ein Jahr später folgte sie ihm nach San Diego, Kalifornien. Als ihr Mann 1973 an Lungenemphysem starb, war Le Ly mit 24 Jahren Witwe.
1974 heiratete sie Dennis Hayslip. Aber ihre zweite Ehe verlief nicht glücklich. Dennis war ein starker Trinker, hatte schwere Depressionen und Wutanfälle. Sie bekam ihr drittes Kind. Während des Scheidungskrieges im Jahr 1982 wurde Dennis tot in seinem Van vor dem Schulgebäude aufgefunden. Er hatte einen Treuhandfonds gegründet, durch den Le Ly Geld bekam, und eine Versicherung zahlte die Hypothek für das Haus. Das Geld investierte Le Ly in Immobilien, Aktien und kleine Geschäfte, wodurch sie zu einem gewissen Wohlstand kam.

## Bücher
In ihrem ersten Buch When heaven and earth changed places von 1989 erzählt sie die Geschichte von ihrer friedlichen Kindheit und ihrer Jugend, die vom Krieg erschüttert wurde. Der nichtlineare Erzählstil wechselt zwischen der Beschreibung ihres Lebens als Kind in Vietnam sowie ihrer ersten Rückkehr nach Vietnam und ihrer Familie im Jahr 1986. Die beiden Geschichten sind ineinander verwoben, wodurch die zyklische Natur von Hayslips physischer und emotionaler Reise gezeigt wird.
In ihrer zweiten Biografie Child of war, woman of peace von 1993 werden dieselben Themen in einem geradlinigeren Erzählstil fortgesetzt. Als sie sich in den letzten Jahren des Vietnamkrieges in den USA niedergelassen hat, muss Hayslip in der fremden Kultur zurechtkommen und sich damit abfinden, dass sie nicht zu ihrer Familie und in ihr Heimatland zurückkehren kann, weil sie dort als Verräterin betrachtet wird. Durch ihre Zähigkeit und ihre geschäftlichen Fähigkeiten kommt sie zu Geld. Schließlich gründet sie 1988 die East Meets West Foundation, eine Hilfsorganisation, die die Gesundheit und die Lebensverhältnisse der Vietnamesen verbessern will. Außerdem gibt es Programme um die Selbstversorgung der Menschen zu ermöglichen. Ihre Biografie zeigt nicht nur ihre Anstrengungen und ihren Erfolg in den USA, sondern auch ihr steigendes Bedürfnis die Schmerzen zu heilen, die der Vietnamkrieg in den USA und Vietnam verursacht hat.
1999 gründet sie die zweite Hilfsorganisation Global Village Foundation für humanitäre Hilfe in Vietnam und anderen asiatischen Ländern. Der Schwerpunkt der Arbeit liegt auf Bildung und friedensfördernden Maßnahmen auf unterster Ebene.
Der Film Zwischen Himmel und Hölle aus dem Jahr 1993 basiert auf ihrem Leben. In dem Film hat sie eine Nebenrolle.

## Auszeichnungen
- 1995 California State Assembly Award für ihre humanitären Aktivitäten und ihren Beitrag zur Völkerverständigung.[4]

## Filmografie
- 1993: Zwischen Himmel und Hölle (Heaven & Earth)